# Attila Ungvári
Attila Ungvári (* 25. Oktober 1988 in Cegléd) ist ein ungarischer Judoka. Er war dreimal Europameisterschaftsdritter, 2010 im Leichtgewicht, 2019 und 2022 im Halbmittelgewicht.

## Sportliche Karriere
Der jüngere Bruder von Miklós Ungvári war 2007 Dritter der U23-Europameisterschaften im Halbleichtgewicht, der Gewichtsklasse bis 66 Kilogramm. Von 2008 bis 2013 kämpfte er im Leichtgewicht, der Gewichtsklasse bis 73 Kilogramm. 2008 war er in dieser Gewichtsklasse ungarischer Meister. bei den Europameisterschaften 2009 verlor er im Halbfinale gegen den Ukrainer Wolodymyr Soroka und unterlag anschließend im Kampf um Bronze dem Franzosen Gilles Bonhomme. Im Juli 2009 erreichte Ungvári das Finale bei der Universiade in Belgrad und gewann die Silbermedaille hinter dem Südkoreaner Wang Ki-chun. Nach einem siebten Platz bei den Weltmeisterschaften in Rotterdam erkämpfte Ungvári bei den U23-Europameisterschaften 2009 die Bronzemedaille hinter dem Franzosen Ugo Legrand. 2010 bei den Europameisterschaften in Wien verlor Ungvári im Halbfinale gegen den Russen Batradz Kaitmazov. Diesmal gewann der Ungar den Kampf um den dritten Platz gegen den Belgier Dirk Van Tichelt. Einen Monat später erreichte Ungvári das Finale beim Grand Slam in Rio de Janeiro und belegte den zweiten Platz hinter dem Japaner Hiroyuki Akimoto. Im Oktober gewann Ungvári seinen zweiten ungarischen Meistertitel und im November 2010 wurde er U23-Europameister. Im Februar 2011 erreichte er das Finale beim Grand Slam in Paris, das er gegen den Japaner Riki Nakaya verlor. Eine Woche später besiegte er seinen Bruder im Finale beim Weltcup-Turnier in Budapest.
Nach einer Dopingsperre trat Attila Ungvári erst zwei Jahre später wieder bei einem internationalen Judoturnier an. Im Juli 2013 wurde er Fünfter bei der Universiade in Kasan.
Im Herbst 2013 wechselte Attila Ungvári ins Halbmittelgewicht, die Gewichtsklasse bis 81 Kilogramm. Erst 2017 erreichte er in Jekaterinburg wieder ein Grand-Slam-Finale, das er gegen den Russen Chassan Chalmursajew verlor. 2019 wurden die Europameisterschaften im Rahmen der Europaspiele in Minsk ausgetragen. Ungvári verlor im Halbfinale gegen den Bulgaren Iwajlo Iwanow. Mit einem Sieg über den Deutschen Alexander Wieczerzak erkämpfte Ungvári eine Bronzemedaille. 2020 wurde seine Karriere zum zweiten Mal unterbrochen, dismal durch die COVID-19-Pandemie. Im Mai 2021 gelang ihm dann sein erster Grand-Slam-Sieg in Kasan, wo er im Finale den Russen Alan Chubezow bezwang. Bei den Olympischen Spielen in Tokio schied Ungvári in seinem Auftaktkampf gegen den Ägypter Mohamed Abdelaal aus. Bei den Europameisterschaften 2022 in Sofia unterlag Ungvári im Viertelfinale dem Georgier Tato Grigalaschwili. Mit zwei Siegen in der Hoffnungsrunde erkämpfte der Ungar eine Bronzemedaille. 2024 bei den Olympischen Spielen in Paris schied Ungvari im Achtelfinale gegen den Belgier Matthias Casse aus.